# Пля, Марсель
Марсе́ль Мани́гович Пла (Марсель Пля) (фр. Marcel Pliat; 18 февраля 1890, XVII округ Парижа — 19 августа 1951, XIV округ Парижа) — гражданин Франции, в годы Первой мировой войны — доброволец, служивший мотористом на бипланах серии «Илья Муромец» в составе Эскадры Воздушных Кораблей Императорского военно-воздушного флота Российской империи, Георгиевский кавалер.

## Биография

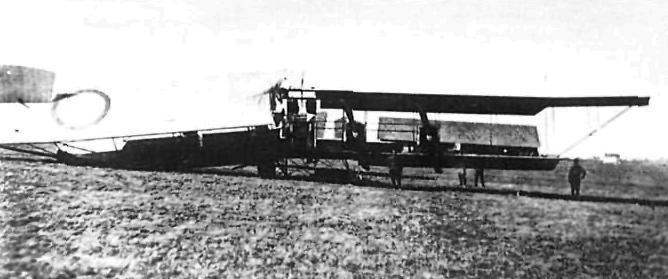
Повреждённый «Илья Муромец-№10» после налёта на станцию Даудзевас.

Марсель Пла (настоящее имя Марсель Франсуа Гийом Пля, фр. Marcel François Guillaume Plat), — чернокожий гражданин Франции невысокого (166 см) роста с характерной внешностью негроида или полинезийца, — родился 18 февраля 1890 года в Париже. Отец неизвестен, мать — Мари Раджонд Эрнестин Пля.
Точно не известно, когда и при каких обстоятельствах Марсель Пла оказался в Российской империи. По версии, опубликованной в 1916 году в журнале «Огонёк» №43, он в 1907 году 17-летним юношей прибыл вместе с матерью, приглашённой служить нянькой в богатую купеческую семью.
Достаточно хорошо владел русским языком, имел профессию шофёра.
До начала Первой мировой войны около 5-ти лет работал на Русско-Балтийском Вагонном заводе: в Риге, в сборочном цехе автомобильного отдела, затем — в Санкт-Петербурге, в цехах авиационного отдела этого же завода, выпускавшего аэропланы и моторы к ним.
Участник Первой мировой войны.
 Когда началась война, Марсель Пла, как гражданин Франции, должен был поступить на службу в ряды французских вооружённых сил, однако остался в Российской империи и поступил на службу охотником (добровольцем) в союзную по Антанте Русскую императорскую армию. В 1914 году был зачислен рядовым в 1-ю запасную автомобильную роту железнодорожных войск (г. Петроград). В следующем году удостоен звания младшего унтер-офицера.
В сентябре 1915 года, как опытный моторист, был переведен в Псков, в Эскадру Воздушных Кораблей, и с 24.09.1915 зачислен в списки строевой роты Эскадры, с назначением в моторные мастерские младшим мотористом.
В конце 1915 года включён в состав экипажа воздушного корабля «Илья Муромец-№10»: командир корабля — военный лётчик поручик Констенчик А.М., помощник командира корабля — военный лётчик поручик Янковиус В.Ф., артиллерийский офицер — поручик Шнеур Г.Н., механик — старший унтер-офицер Касаткин П.А., младший моторист — младший унтер-офицер Марсель Пла.
В марте 1916 года «Илья Муромец-№10» прибыл на Северный фронт, в район Зегевольда, во 2-й боевой отряд Эскадры. Марсель Пла в составе экипажа поручика Констенчика совершил всего три боевых вылета (26 марта, 10 и 13 апреля 1916 года) и заслужил при этом два Георгиевских креста.
13 апреля 1916 года в составе экипажа бомбардировщика «Илья Муромец-№10» принимал участие в воздушном налёте на хорошо защищённую зенитными орудиями железнодорожную станцию Даудзевас. После нанесения самолёту значительных повреждений и ранения шрапнелью командира экипажа Авенира Костенчика, Пла вылез на крыло и долгое время оставался там, ремонтируя повреждённые двигатели.
Все немного пришли в себя, оказали первую помощь командиру, который находился в бессознательном состоянии. В этот момент из верхнего люка с грохотом свалился Пля. Все остолбенели. Кто-то не выдержал: «Марсель, ты ведь должен был лететь к земле самостоятельно!». Все рассмеялись, напряжение было снято. Оказывается, предусмотрительный француз привязался ремнём к стойке крыла, и, когда «Муромец» падал, он в шоковом состоянии болтался в воздухе. Марсель потом долго восхищался прочностью самолёта.
Во многом благодаря действиям моториста подбитый 13 апреля 1916 года «Илья Муромец-№10», несмотря на сильные повреждения моторов и поверхности аэроплана (всего около 70 пробоин), сумел совершить посадку. За этот полёт все члены экипажа были удостоены боевых наград, в том числе Марсель Пла — Георгиевского креста III степени. Вскоре, за боевые отличия, он был повышен в звании до старшего унтер-офицера.
Другой известный воздушный бой с участием Марселя Пла произошёл в начале ноября того же 1916 года. Перед очередным боевым вылетом он обратился к командиру экипажа одного из усовершенствованных «Муромцев» поручику Лаврову с просьбой взять его стрелком хвостовой установки. К тому времени Пла пользовался репутацией опытного и меткого стрелка, ввиду чего Лавров согласился.
Все на борту приготовились. Первый истребитель, имея превышение в 150 м, начал атаку с удаления в 300 м. Он в пикировании открыл огонь. Почти одновременно ему ответил Пля. Заговорил и верхний пулемёт. Немец дёрнулся в сторону, перевернулся и стал беспорядочно падать. Тут пошёл в атаку второй. Пля не дал ему прицелиться и первый открыл огонь. Истребитель, не меняя угла пикирования, проскочил мимо «Муромца» и устремился к земле. Третий немного походил кругами, развернулся и отбыл восвояси. По возвращении «Муромца» весь отряд поздравил победителей.
После этого полёта Марсель Пла предложил авиаконструктору Игорю Сикорскому внести ряд корректив в конструкцию «Ильи Муромца», отметив, что на борту биплана «в воздухе хорошо, хотя и сильно обдувает», однако «на взлёте и посадке нестерпимо трясёт, и потому приходится вставать», а сиденье мешает при стрельбе и должно быть складным. Все эти замечания были впоследствии учтены Сикорским как при доработке имеющихся самолётов, так и при внесении изменений в последующие серии «Муромцев».
Вхождение чернокожего француза в состав экипажа бомбардировщика «Илья Муромец» привлекло внимание корреспондентов журнала «Огонёк». В воскресном номере издания от 23 октября 1916 года была опубликована его фотография и небольшая заметка о нём. Отмечалось, что он прекрасно владеет русским языком, лишь иногда «заглатывая» окончания, и даже «любит щегольнуть забористыми солдатскими словечками».
В начале 1918 года Марсель Пла был демобилизован из русской армии и вернулся на родину, во Францию. В апреле 1918 года был мобилизован во французские вооружённые силы. Служил во Франции, во внутренних войсках, с октября 1918 по сентябрь 1919 года проходил службу на территории Чехословакии.
После демобилизации вернулся в Париж, работал механиком.
В начале 1950-х годов жил в пригороде Парижа, – в городе Монруж, непосредственно примыкающем к Парижу с юго-запада (департамент О-де-Сен); не был женат.
Умер 19 августа 1951 года в госпитале Бруссе (ныне – в 14-м округе Парижа, ранее – часть территории города Монруж).

## Награды
- Георгиевский крест IV степени № 527648 (Приказ 12-й армии № 349 от 11.04.1916) –

«За то, что 26 марта 1916 года, во время полёта на воздушном корабле «Илья Муромец-№10», когда лопнувшим гибким валом счётчика была разрезана трубка, соединяющая водяную помпу с водяной трубой, и вода широкой струёй начала выливаться через отверстие в трубке, что грозило гибелью для мотора, зажал отверстие руками и прекратил дальнейшее вытекание воды, просидев на крыле 1 час 10 минут, чем и дал возможность вернуться домой и сесть на аэродром.»
- Георгиевский крест III степени № 10432 (Приказ начальника Штаба Верховного Главнокомандующего № 542 от 25.04.1916) –

«За то, что 13 апреля 1916 года, при полёте на воздушном корабле № 10, подвергаясь сильному обстрелу зенитных орудий противника во время бомбардировки ст. Даудзевас, всё время находился на верхней площадке корабля, наблюдая за появлением противника в воздухе. В то время, когда одновременно разорвавшимися тремя снарядами был тяжело ранен командир корабля и корабль, сильно повреждённый и потерявший скорость, начал падать вниз, оставаясь на своём посту, доблестно и самоотверженно исполнял возложенную на него обязанность, и только лишь по приказанию артиллерийского офицера сошёл вовнутрь кабины. Вылез на крыло и в течение 20 минут производил исправление подбитых трёх моторов и помогал помощнику командира корабля благополучно довести корабль до аэродрома.»